# Rendez-vous in Space 2001
「Rendez-vous in Space 2001」は2000年大晦日から2001年元旦にかけて沖縄県・宜野湾海浜公園トロピカルビーチで行われた、小室哲哉とジャン・ミッシェル・ジャールが共同企画・オーガナイザーを務めたコンサートイベントである。

## 概要・エピソード
- 17:55から20:48までテレビ朝日系列全国ネットでOAされた。
- 入場料無料。参加延べ人数は約10万人[1]。
- VIZITORSの出演した部分は、後に「RENDEZ-VOUS IN SPACE OKINAWA 010101」としてイギリスで一般発売された。
- 総製作費は4億5千万円。その内の3億円は小室のポケットマネーによるものである[1]。
- ステージデザインはピンク・フロイド、ローリング・ストーンズ等のライブステージのデザインを手掛けたマーク・フィッシャーが担当した[1]。
- 総スタッフ数は800人に上った[1]。

## メンバー
- VIZITORS
- TM NETWORK
- 安室奈美恵
- globe
- TRF
- Kiss Destination
- BALANCe
- DJ DRAGON
- DJ HASHIMOTO[1]
- DJ ROLANDO[1]
- DJ 19[1]
- デリック・メイ[1]
- ネーネーズ[2]
- いしだ壱成[1]

### サポートメンバー
- 葛城哲哉（ギター）
- 山田亘（ドラムス）
- 春山信吾（ベース）
- Francis Rimbert（キーボード、プログラミング）
- 原田大三郎（VJ）

## 構成
第1部
- 17:55から20:00まで。

第2部
- 20:00から22:00まで。
- 脚本をアーサー・C・クラークが担当した。

第3部
- 23:30から翌5:00まで。

## 協賛
- 主催:沖縄県 / テレビ朝日
- 後援:エイベックス / (財) 麻薬・覚せい剤乱用防止センター / 宜野湾市 / (財) 沖縄観光コンベンションビューロー